# Nana Palsikar
Cette page contient des caractères spéciaux ou non latins. S’ils s’affichent mal (▯, ?, etc.), consultez la page d’aide Unicode.
Nana Palsikar (hindi : नाना पालसिकर), né le 20 mai 1908 à Bombay (Inde ; alors Raj britannique), ville où il est mort le 1er juin 1984, est un acteur indien.

## Biographie
Faisant carrière au cinéma principalement dans des films indiens produits à Bollywood (auxquels s'ajoutent quelques films étrangers ou coproductions), Nana Palsikar contribue à plus de cent-vingt films sortis entre 1935 et 1984, année de sa mort à 76 ans.
Parmi ses films notables, mentionnons Deux Hectares de terre (1953, avec Balraj Sahni et Nirupa Roy) et Devdas (1955, avec Dilip Kumar et Vyjayanthimala), tous deux réalisés par Bimal Roy, Maya de John Berry (film américain, 1966, avec Clint Walker et Jay North), Dhund de Baldev Raj Chopra (1973, avec Zeenat Aman et Danny Denzongpa) et Aakrosh de Govind Nihalani (1980, avec Reema Lagoo et Om Puri).
Dans les années 1960, Nana Palsikar gagne deux Filmfare Awards du meilleur acteur dans un second rôle (voir détails en rubrique « Récompenses » ci-après).

## Filmographie partielle
- 1943 : Shakuntala (en) (शकुंतला) de V. Shantaram : le ministre
- 1953 : Deux Hectares de terre (दो बीघा ज़मीन) de Bimal Roy : Dhangu Maheto
- 1954 : Baap Beti (en) (बाप बेटी) de Bimal Roy
- 1955 : Shree 420 (श्री ४२०) de Raj Kapoor : un joueur
- 1955 : Jhanak Jhanak Payal Baaje (en) (झनक झनक पायल बाजे) de V. Shantaram : Sadhu
- 1955 : Devdas (देवदास) de Bimal Roy : le chanteur des rues
- 1959 : Anari (en) (अनाड़ी) de Hrishikesh Mukherjee : le prêtre maléfique
- 1960 : Mera Ghar Mere Bachche (en) (मेरा घर मेरे बच्चे) de Sohrab Modi : Sharmaji
- 1960 : Kanoon (en) (कानून) de Baldev Raj Chopra : Kaalia
- 1962 : Aashiq (en) (आशिक) de Hrishikesh Mukherjee : Thakur
- 1963 : Shehar Aur Sapna (en) (शहर और सपना) de Khwaja Ahmad Abbas : le violoniste Johnny
- 1963 : Gumrah (en) (गुमराह) de Baldev Raj Chopra : le père de Meena
- 1963 : Bharosa (भरोसा) de K. Shankar (en) : Shivcharan Das
- 1964 : Hamara Ghar (en) (हमरा घर) de Khwaja Ahmad Abbas
- 1964 : Sangam (संगम) de Raj Kapoor : Nathu
- 1965 : Bhoot Bungla (en) (भूत बंगला) de Mehmood : Ramlal Ramu
- 1965 : Arzoo (en) (आरज़ू) de Ramanand Sagar : le docteur
- 1965 : Aasman Mahal (en) (आसमा महल) de Khwaja Ahmad Abbas
- 1966 : Maya de John Berry : le père de Raji
- 1966 : Anupama (en) (अनुपमा) de Hrishikesh Mukherjee : l'assistant de Mohan Sharma
- 1966 : Aakhri Khat (en) (आख़िरी ख़त) de Chetan Anand
- 1967 : Hamraaz (en) (हमराज़) de Baldev Raj Chopra : Jumma
- 1967 : Boond Jo Ban Gayee Moti (en) (बूँद जो बन गयी मोती) de V. Shantaram : le directeur de l'école
- 1967 : Baharon Ke Sapne (en) (बहारों के सपने) de Nasir Hussain : Bholanath
- 1969 : Le Guru (The Guru) de James Ivory : le maître du gourou
- 1969 : Aadmi Aur Insaan (en) (आदमी और इंसान) de Yash Chopra : le juge B. N. Desai
- 1970 : Heer Ranjha (en) (हीर रांझा) de Chetan Anand : Diwan
- 1971 : Uphaar (en) (उपहार) de Sudhendu Roy : Ramchandra Awasthi
- 1972 : Dastaan (en) (दास्तान) de Baldev Raj Chopra : Dr Khanna
- 1972 : Lalkar (en) (ललकार) de Ramanand Sagar
- 1972 : Shor (en) (शोर) de Manoj Kumar : le voleur
- 1973 : Dhund (धुंध) de Baldev Raj Chopar : le juge
- 1974 : Ishk Ishk Ishk (en) (इश्क इश्क इश्क) de Dev Anand
- 1977 : Karm (en) (कर्म) de Baldev Raj Chopra : Shivlal
- 1978 : Pati Patni Aur Woh (en) (पति पत्नी और वो) de Baldev Raj Chopra : Nanaji
- 1980 : Aakrosh (आक्रोश) de Govind Nihalani : le père de Bhiku
- 1980 : Les Naxalites (en) (The Naxalites) de Khwaja Ahmad Abbas : Charu Majumdar
- 1981 : Agni Pareeksha (en) (अग्नि परीक्षा) de Baldev Raj Chopra : Dinanath Sharma
- 1982 : Gandhi de Richard Attenborough : un vieux villageois

## Récompenses
- Deux Filmfare Awards du meilleur acteur dans un second rôle gagnés :
  - En 1962, pour Kanoon (en) ;
  - Et en 1965, pour Shehar Aur Sapna (en).